# Birstall

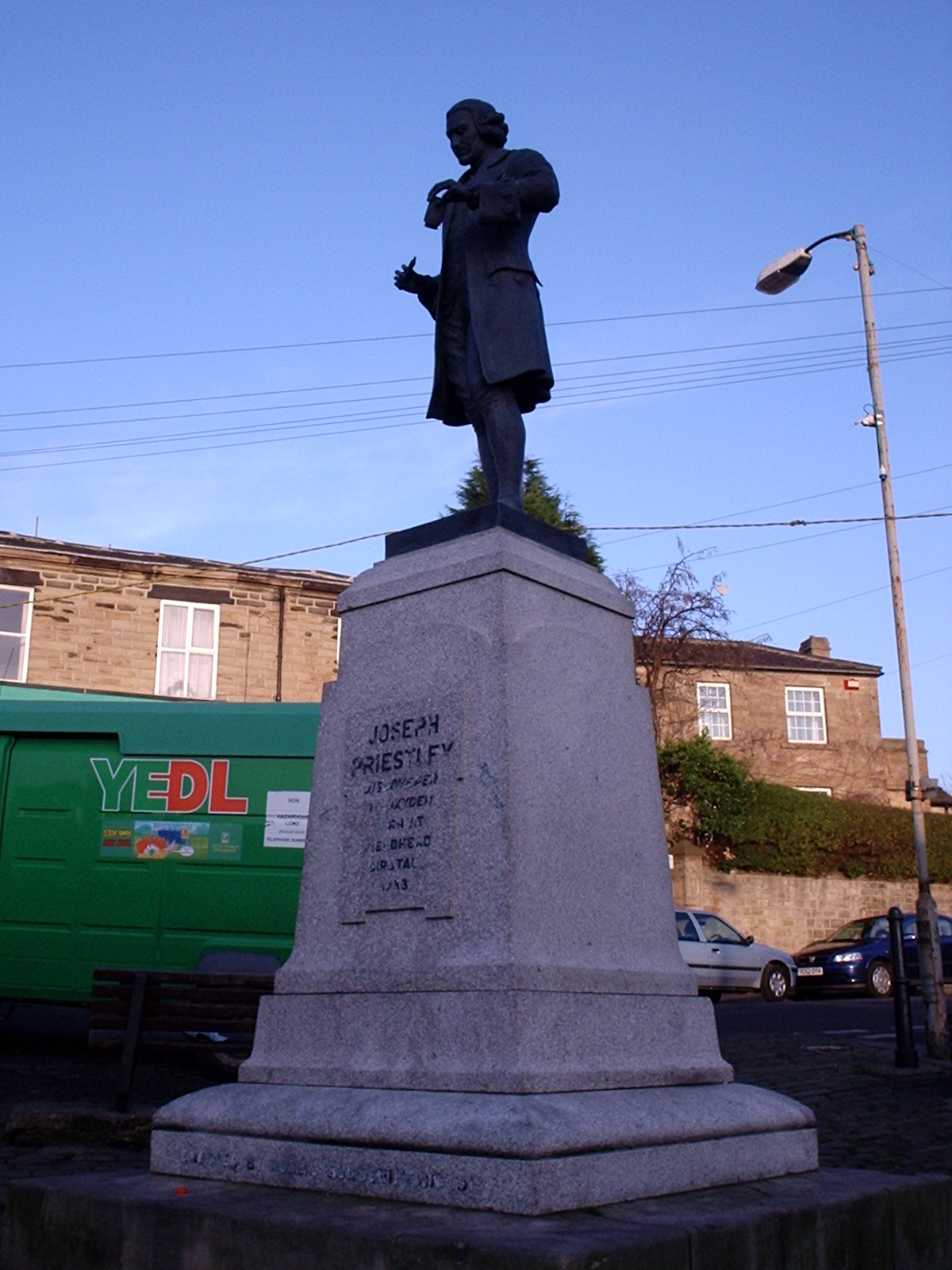
Estátua de Joseph Priestley em Bristall.

Birstall  é um vilarejo da Inglaterra, localizado no condado de West Yorkshire, na região de Yorkshire e Humber.

## Cidadãos famosos
- Joseph Priestley (1733 - 1804) teólogo e químico britânico.